# Hendrikus Colijn
Hendrikus Colijn (22. června 1869 Burgerveen – 18. září 1944 Ilmenau) byl nizozemský politik, klíčová osobnost meziválečné nizozemské politiky. Dvakrát se stal premiérem Nizozemska (1925–1926, 1933–1939). V premiérském křesle proslul zejména konzervativními přístupy k boji s důsledky velké hospodářské krize. Byl též ministrem války (1911–1913), ministrem námořnictva (1912–1913), ministrem financí (1923–1926, 1929), ministrem kolonií (1925, 1933–1937), ministrem hospodářství (1924, 1939), ministrem vodního hospodářství (1935), ministrem obrany (1935–1937) a ministrem zahraničních věcí (1937). V letech 1927 až 1929 sloužil jako vedoucí nizozemské delegace ve Společnosti národů v Ženevě. Byl představitelem konzervativní protestantské Antirevoluční strany, jejímž lídrem byl v letech 1920 až 1944. Byl též redaktorem stranických novin De Standaard. Souběžně s politickou kariérou podnikal a působil ve vrcholných manažerských funkcích, byl mj. generálním ředitelem firmy Shell.

## Život
Narodil se v zemědělské rodině. V šestnácti letech nastoupil na vojenskou akademii v Kampenu, kde v roce 1892 absolvoval jako podporučík. Roku 1893 byl poslán do Nizozemské východní Indie, kde strávil šestnáct let. Zúčastnil se války v Acehu. Jeho dopisy manželce odhalují účast na řadě brutálních činů, které by dle moderních standardů byly patrně považovány za válečné zločiny.
Po svém návratu do Nizozemska v roce 1909 byl ihned zvolen poslancem parlamentu za Antirevoluční stranu. Již roku 1911 získal svůj první ministerský post. Na konci první světové války, od května 1918, působil jako prostředník mezi Brity a německým císařem Vilémem II. Jedním z důsledků bylo, že Vilém získal po konci války v Nizozemsku azyl.
Jeho první premiérství zhatily náboženské spory. Sněmovna přijala rezoluci Gerrita Hendrika Kerstena z Protestantské reformované politické strany, která požadovala zrušení diplomatických vztahů s Vatikánem. To bylo nepřijatelné pro Římskokatolickou státní stranu, která byla tehdy ve vládě, a Colijnovy se tak rozpadl kabinet a musel rezignovat. Druhý premiérský mandát byl mnohem delší, ale také limitovaný nutností reagovat na velkou hospodářskou krizi. Colijnova vláda reagovala přísnou protekcionistickou politikou, jejíž úspěch je sporný. Také Colijnovo rozhodnutí držet se zlatého standardu až do roku 1936, tedy dlouho poté, co jej většina obchodních partnerů Nizozemska opustila, bylo často kritizováno. Po celá 30. léta Nizozemsko trpělo vysokou mírou nezaměstnanosti, což vyvolávalo i nepokoje, největší roku 1934. Z funkce předsedy vlády odstoupil 10. srpna, pouhé tři týdny před vypuknutím druhé světové války. Stal se znovu redaktorem deníku De Standaard.
Po nizozemské porážce v bitvě o Nizozemsko v roce 1940 vydal esej nazvaný Na hranici dvou světů (Op de Grens van Twee Werelden), ve kterém vyzval k přijetí německé hegemonie v Evropě. Navzdory tomu se záhy zapojil do odboje, za což byl v červnu 1941 zatčen. Byl převezen do Berlína k výslechu. Němci se ho snažili přimět, aby veřejně vyhlásil, že se spikl s Brity a dohodl s nimi, že obsadí Nizozemsko dříve než Němci. Nacisté tím chtěli legitimizovat svou invazi do Nizozemska. To ale Colijn odmítl a zůstal ve vězení. Podle svědectví jeho vnuka chtěl na konci války Heinrich Himmler použít Colijna jako prostředníka pro jednání s Brity. To naznačuje skutečnost, že v březnu 1943 byl Colijn dán do relativně luxusního domácího vězení v odlehlém horském hotelu v Ilmenau. Tam však zemřel 18. září 1944.

## Hodnocení
Po válce byl Colijn shledán jako poměrně kontroverzní postava. Postupně mu bylo vyčítáno mnoho z uvedeného (tvrdohlavé bránění zlatého standardu, nedostatek soucitu s nezaměstnanými, proněmecký postoj na začátku okupace, podíl na koloniálních zločinech) a bylo též připomínáno, že byl znám jako velký obdivovatel fašisty Benita Mussoliniho a sám byl kritikem demokratického systému. Nicméně jeho obhájci zdůrazňují, že v praktické politice demokracii vždy hájil a snažil se vliv krajně pravicové ideologie v Nizozemsku snižovat.